# Waterstoniella cuspidis
Waterstoniella cuspidis är en stekelart som beskrevs av Wiebes 1992. Waterstoniella cuspidis ingår i släktet Waterstoniella och familjen fikonsteklar. Inga underarter finns listade i Catalogue of Life.